# أنطوانيت براون بلاكويل
أنطوانيت براون بلاكويل (بالإنجليزية: Antoinette Brown Blackwell)‏ هي فيلسوفة وكاهنة وكاتِبة أمريكية، ولدت في 20 مايو 1825 في هنريتا في الولايات المتحدة، وتوفيت في 5 نوفمبر 1921 في إليزابيث في الولايات المتحدة. كانت متحدثة عامة على دراية جيدة بالقضايا الأساسية في عصرها، وميزت نفسها عن بقية معاصريها باستخدامها للإيمان الديني للتوعية حول الدفاع عن حقوق المرأة.

## حياتها المبكرة
وُلدت براون الطفلة السابعة والأخيرة في عائلتها، في هنريتا، نيويورك، لجوزيف براون وآبي مورس. وعُرف عنها ذكاؤها الشديد منذ صغر سنها، منذ بلوغها عمر الثلاث سنوات. 
أدت خطابات تشارلز جرانديسون فيني الدينية الإنجيلية -وهو كاهن يقطن بالقريب من روتشستر- إلى انضمام عائلة براون إلى كنيسة أبراشانيون. بعد تجرئها على القيام بالصلاة في احتفال ديني لعائلتها، قُبلت براون في الكنيسة قبل بلوغها سن التاسعة. بعد فترة وجيزة من انضمامها كعضو في الكنيسة الأبراشية، بدأت بإلقاء الخطب الدينية في اجتماعات يوم الأحد. بعد انتهائها في سن السادسة عشر عام 1841 من تعليمها المبكر الأساسي في أكاديمية مقاطعة مونرو، عملت براون كمدرسة في ذات المدرسة. لم تكن تنوي قضاء حياتها في مهنة التدريس لذلك سعت للحصول على شهادة في علم اللاهوت من كلية أوبرلين والعمل كواعظة.

## تعليمها
عملت أنطوانيت لمدة أربع سنوات مُدرسة، ووفرت ما يكفي من المال لتغطية تكاليف دراستها في كلية أوبرلين في أوهايو. بدعم من والديها، الذين لم يآمنا فقط بالمساواة بين الرجال والنساء في التعليم، بل وبحقوق السود في الولايات المتحدة الأمريكية، التحقت بكلية أوبرلين في عام 1846. أكملت دورتها الأدبية في الكلية وحصلت على شهادتها الأدبية في عام 1847 وهي الدورة المحددة للطالبات. قضت عطلتها في التدريس وفي دراسة اللغتين العبرية واليونانية. بعد تخرجها بدرجة البكالوريوس في عام 1847، ضغطت على الكلية لقبولها في البرنامج اللاهوتي والتركيز على التبشير الأبراشي. في نهاية المطاف، استسلمت الإدارة لفكرة مشاركة المرأة في أي نوع من أنواع التعليم والتدريب اللاهوتي الرسمي تحت شروط محددة مسبقة (كإمكانية أنطوانيت التسجيل في الدورات لكن دون الحصول على اعتراف رسمي). على الرغم من الشروط التي قُدمت بشأن مشاركتها في دورة اللاهوت، كانت أنطوانيت كاتبة غزيرة الإنتاج ومتحدثة ذات كاريزما. نُشرت تفاسيرها لكتابات الرسول بولس في مجلة أوبرلين الفصلية. ذكرت أنطوانيت في مقتطفات صغيرة في هذه المجلة مفهومها عما يمكن أن يُسمى اليوم بلاهوت النسوية: «كان بولس يعني التحذير من التجاوزات والمخالفات والحريات التي لا مبرر لها في العبادة بشكل عام». أصرت على أن الكتاب المقدس وتصريحاته المختلفة عن النساء كانا لفترة زمنية محددة ولا تنطبق على القرن التاسع عشر. على الرغم من أنه لم يُطلب من النساء إلقاء الخطب الدينية أمام الجمهور خلال هذا الوقت، فقد طُلب من أنطوانيت الإلقاء في أوهايو ونيويورك للحديث عن مكافحة العبودية وعن حقوق المرأة. عادت براون في أبريل 1860 لإلقاء محاضرة بعنوان «الرجال والنساء». أشاد الحضور بمهارة براون الخطابية وتلقت الأخيرة رسالة من أحد الطلاب الحاضرين تقول: «كانت محاضرة ممتازة».

## نفي العبودية والترسيم ككاهن
بدون رخصة وعظ من الكنيسة وبعد تخرجها، قررت براون إيقاف طموحاتها التبشيرية والكتابة لصحيفة نورث ستار (نجمة الشمال) للمؤلف فريدريك دوغلاس. تحدثت في عام 1850 في المؤتمر الوطني الأول لحقوق المرأة، إذ ألقت خطابًا قوبل باستقبال جيد من قبل الحضور وكان بمثابة بداية لجولة تتحدث فيها وتتناول قضايا عديدة أهمها نفي العبودية والاعتدال وحقوق المرأة. تحدثت براون في العديد من المؤتمرات السنوية الوطنية لحقوق المرأة. وحصلت في نهاية المطاف على ترخيص الإلقاء الديني من قبل الكنيسة الأبراشية وذلك في عام 1851. ثم عرض عليها منصب وزيرة الكنيسة الأبراشية في ساوث باتلر، نيويورك في عام 1852. أوقفت مؤقتًا ارتباطاتها الخطابية العديدة، كاتبة إلى صديقتها لوسي ستون (زوجة أخيها لاحقًا) أنها قد ألقت 18 محاضرة في أيام معدودة وأنها عُينت من قِبل وزير الميثوديين الراديكاليين المعروف باسم لوثر لي، وهو داعية متحمس حول قضية المرأة وحقها في التعليم والقيادة اللاهوتية.
في مراسم تنصيبها الكنيسي، ألقى لوثر لي خطبة تشهد على كفاءة أنطوانيت وملائمتها لمنصب واعظة في الكنيسة وشبهها بأنها أُرسلت من الله، قائلًا للحشد المجتمع في هذه المناسبة: «إن لم يكن قد أهّلها الله والعقل والأخلاق بالفعل إلى هذا المنصب، لا يمكننا مهما فعلنا ترسيمها أو تخصيصها بذلك، نحن هنا جميعًا للإدلاء بشهادتنا بأن أختنا في المسيح أنطوانيت براون هي واحدة من كهنة العهد الجديد، مرخصٌ لها ومؤهلة للتبشير بإنجيل المسيح». بعد شهر من تكريمها، سافرت براون في منصب نائبة للكنيسة إلى مؤتمر الاعتدال العالمي في مدينة نيويورك، ورغم تمثيلها لمنظمتين للاعتدال إلا أنها حُرمت من قبل المنظمين للمؤتمر من فرصة التحدث. على حد تعبير كارول لاسير ومارلين ديل ميريل، واجهت براون مرة أخرى «صعوبات في الجمع بين التوجهات المحافظة والعمل في مجال حقوق المرأة» في مؤتمر الاعتدال. ما أدى إلى توليد توتر بداخلها، ولسوء الحظ لم يكن دعم لوثر لي لأنطوانيت كافيًا لضمان أسلوب حياة مريح لها في ساوث باتلر، فقررت بعد عام مغادرة المكان. ذكرت صحيفة بوسطن إنفيجيتور عن مغادرة أنطوانيت بمقال بعنوان «يبدو أن تجربة الكاهنة أنطوانيت براون والمُسمية مؤخرًا بالكاهنة السيدة بلاكويل، الأولى في منصبها الوظيفي الجديد في الكنيسة الأبراشية باءت بالفشل». لم يكن هذا الفشل فشلها الشخصي كما أوحى المقال، لكن في الواقع كان هناك تزايد في تزعزع الإيمان في أرثوذكسية رجال دين الأبرشية، إضافة إلى الافتقار إلى الموارد المستدامة لعملها. عادت في عام 1857 إلى عملها في منصب داعية ومصلحة مع زوجها الجديد، صموئيل بلاكويل.

## حقوق المرأة
بعد ابتعادها عن عملها في إدارة الكنيسة، ركزت أنطوانيت بشكل متزايد على قضايا حقوق المرأة. في حين أن العديد من الناشطات في مجال حقوق المرأة عارضن الدين على أساس أنه يعمل على قمع النساء، إلا أن بلاكويل كانت ثابتة في اعتقادها بأن المشاركة الفعلية للمرأة في الدين يمكن أن تعمل على تعزيز وضعها في المجتمع. على عكس العديد من أقرانها، اهتمت أنطوانيت بتحسين وضع المرأة في المجتمع أكثر من اهتمامها بالدفاع عن حق النساء في الاقتراع. وأعربت عن اعتقادها بأن الاختلافات بين الرجل والمرأة تحد من فعالية ومصداقية الرجل في تمثيل المرأة في السياسة، وبالتالي فإن الاقتراع لن يكون له تأثير إيجابي يُذكر على النساء ما لم يقترن بفرص قيادية نسائية ملموسة. تعارضت أيضًا مع بقية الناشطين والناشطات حول قضية الطلاق في المجتمع، بأنه وسيلة لتخفيف القيود الزوجية على المرأة. غادرت أنطوانيت إلى مدينة نيويورك للقيام بأعمال خيرية في الأحياء الشعبية الفقيرة وللمحاضرة وجمع التبرعات للأشخاص الذين يعيشون هناك. في طريقها إلى مدينة نيويورك، توقفت في ورسستر، ماساتشوستس لحضور أول مؤتمر وطني لحقوق المرأة. أثر هذا المؤتمر عليها لدرجة أنها قررت أن تصبح متحدثة مستقلة. سافرت عبر نيو إنغلاند إلى أماكن عديدة مثل ولاية بنسلفانيا وأوهايو للتحدث عن حقوق المرأة والاعتدال والعفة ومكافحة العبودية. تحدثت أيضًا عندما سنحت لها الفرصة في خطب الكنائس.

## وصلات خارجية
- أنطوانيت براون بلاكويل على موقع الموسوعة البريطانية (الإنجليزية)